# 扎喜旺徐
扎喜旺徐（藏語：བཀྲ་ཤིས་དབང་ཕྱུག་，威利转写：bkra shis dbang phyug，1913年7月28日—2003年10月16日），男，藏族，西康瞻化人，中华人民共和国政治人物，中国共产党党员，曾任青海省人民委员会副省长、中国人民政治协商会议青海省委员会主席、青海省人民代表大会常务委员会主任。
扎喜旺徐先后当选第一、二、三、四、五、六、七届全国人大代表，第六、七届全国人大常委会委员，第四、五届全国政协委员。

## 生平
扎喜旺徐出生于川邊特別區瞻化县（今四川省甘孜藏族自治州新龙县）的一个牧民家庭。1935年初，红四方面军来到甘孜，建立中华苏维埃中央博巴自治政府，扎喜旺徐很偶然的当上了"民族代表"负责军务，逐渐对红军由好奇转为支持。1936年5月，博巴政府（即“藏人政府”）在甘孜成立，扎喜旺徐任骑兵连连长。1936年7月，红二方面军也来到甘孜，扎喜旺徐帮助红军筹集粮食、宣传政策。后扎喜旺徐、桑吉悦西（天宝）、萨拉、孟泰、罗德干、郭锐、杨东生、王寿才、胡宗林等藏族青年跟随红军北上到了陕北，他是红二方面军唯一藏族战士。1938年，在延安民族学院学习，并加入中国共产党。1945年抗日战争胜利后，扎喜旺徐前往张家口，担任内蒙古自治运动联合会盐务局长。1946年，担任锡林郭勒盟行政委员会任处长。1947年，担任察哈尔盟行政委员会任处长。在内蒙古期间，扎喜旺徐与满族姑娘周淑范结婚。
1949年9月，中国人民解放军攻佔西宁后，以扎喜旺徐为首的工作团到果洛地区，与原国民政府蒙藏委员会副委员长喜饶嘉措交往。当时青海省虽然成立，但果洛地区仍然处于封闭状态。1951年12月，扎喜旺徐带着果洛头人们来到北京，并受到毛泽东接见。1952年12月，扎喜旺徐率"果洛各界人士参观团"，前往中国内地参观。1954年1月1日，果洛自治区成立，扎喜旺徐任主席。1954年9月，扎喜旺徐作为第一届全国人大代表，前往北京出席会议。12月，扎喜旺徐任青海省人民委员会副省长。是当时青海惟一外地来的藏族领导干部。1955年7月，果洛自治区改名为果洛藏族自治州，为首任州长。
1957年，全国人民代表大会民族委员会、中华人民共和国国家民族事务委员会领导主持在青岛召开了民族工作座谈会，扎喜旺徐作了简短发言，谈了一些民族工作中值得注意和需要改进的问题。为此，1958年5月在北京举行的中共八大二次会议中，扎喜旺徐和冯白驹作为两个"地方保护主义"的"代表人物"，受到批判。扎喜旺徐被“三撤三留”，即撤除中共八大代表、青海省委常委、书记处副书记职务，保留全国人大代表、青海省委委员、副省长职务。
扎喜旺徐反对以开荒生产的名义破坏牧场，主张保护草原。1959年，扎喜旺徐对“平叛扩大化”提出意见，认为在“在去年的平叛斗争过程中，的确存在着严重的扩大化错误”。后扎喜旺徐被撤销中共八大代表资格、青海省委常委、副省长的职务，并送往中央党校学习。在青海出现大量人员饿死情况后，省委书记高峰被撤职，扎喜旺徐恢复副省长职务。1962年，在兰州召开的民族工作会议，扎喜旺徐作报告发言，得到李维汉肯定。同年8月，李维汉受到批判，扎喜旺徐等人受牵连。1964年，副省长职务再次被撤销，扎喜旺徐被调往中央民委政法司任司长。1966年，文化大革命开始，扎喜旺徐被定为“走资派”、“地方民族主义”，被称作“双料黑货”，先后被下放到吉林、湖北进行劳动改造。1972年，在周恩来关照下，扎喜旺徐返回北京，重新担任政法司司长。1979年后，扎喜旺徐得以平反，并历任青海省委副书记、副省长等职。1981年2月，扎喜旺徐进京提交报告材料，要求解决1958年“平叛扩大化”的问题，胡耀邦专门举行了书记处会议，对报告予以认可。同年6月27日，青海省高级人民法院宣布释放1958年涉及的人员。11月，扎喜旺徐任青海省人大主任。1997年8月，扎喜旺徐任青海省政协主席。
2003年10月16日，扎喜旺徐在北京去世。